# Oratiw
Oratiw (ukr. Оратів) – wieś na Ukrainie, w obwodzie winnickim, w rejonie winnickim, w hromadzie Oratów. W 2001 liczyła 784 mieszkańców, wśród których 772 wskazało jako ojczysty język ukraiński, 11 rosyjski, a 1 białoruski.